# Isoxya milloti
Isoxya milloti là một loài nhện trong họ Araneidae.
Loài này thuộc chi Isoxya. Isoxya milloti được M. Emerit miêu tả năm 1974.